# 维亚切斯拉夫·叶留金
维亚切斯拉夫·彼得罗维奇·叶留金（俄语：Вячеслав Петрович Елю́тин，1907年2月26日（3月11日）—1993年2月5日）苏联政治家，曾担任苏联高等教育部长、苏联高等和中等专业教育部长、国立研究型技术大学莫斯科国立钢铁合金学院校长。